# ارزیو
ارزیو (به عربی: أرزیو) یک شهر و شهرداری در الجزایر است که در ناحیه ارزیو واقع شده‌است. ارزیو ۶۴ کیلومتر مربع مساحت و ۹۱٬۴۰۰ نفر جمعیت دارد و ۷۲ متر بالاتر از سطح دریا واقع شده‌است.